# Helena Sloman

Dampfschiff Helena Sloman auf See

Die Helena Sloman war das erste deutsche Dampfschiff, das auf eine Überseefahrt ging. 1850 verkehrte es regelmäßig zwischen Hamburg und New York.

## Geschichte
Vor dem Hintergrund einer schlechten wirtschaftlichen Lage kam es etwa zwischen 1845 und 1855 zur größten Auswanderungswelle des 19. Jahrhunderts. Das Ziel der Auswanderer lag im Wesentlichen in den Vereinigten Staaten von Amerika. Da nur der Seeweg offen stand, erfolgte die Abfertigung zunächst hauptsächlich in Bremen, später auch in Hamburg. Die Massenauswanderung sorgte für hohe Umsätze insbesondere bei den Reedereien wie beispielsweise der Reederei Robert M. Sloman und der Hapag. Die Umstände der massenhafte Unterbringung von Passagieren auf den engen und unhygienischen Zwischendecks der Schiffe waren jedoch oft unzumutbar. So brachen auch Seuchen aus, die viele Auswanderer das Leben kosteten.
Der Hamburger Reeder Robert Miles Sloman, Inhaber der Reederei Sloman Neptun Schiffahrts AG, gab zu dieser Zeit für 400.000 Mark Banco den Bau eines Dampfschiffs für die regelmäßige Überseeschifffahrt zwischen Deutschland und den USA bei der britischen Werft T. & W. Pimm in Hull in Auftrag. Das Schiff taufte er auf den Namen seiner Tochter Helena. Am 29. Mai 1850 ging die Helena Sloman auf ihre Jungfernfahrt von Hamburg nach New York. Das Schiff war mit einer archimedischen Schraube ausgestattet, angetrieben von zwei je 180 PS starke Dampfmaschinen. Die Helena Sloman verfügte über eine Hilfsbesegelung und war als Barkentine getakelt. Die Segel dienten zum einen zur Unterstützung der Maschine, zum andern konnte bei Maschinenschaden oder Kohlenmangel gesegelt werden. Die erste Kajüte des Schiffs hatte 42 Betten, die zweite Kajüte weitere 32. Im Zwischendeck fand sich Platz für 236 Menschen, so dass insgesamt 310 Passagiere transportiert werden konnten.
Der Vorteil des Dampfers gegenüber den zur damaligen Zeit vorwiegend verkehrenden Segelschiffen lag im Zeitgewinn. So benötigten Segelschiffe im Regelfall etwa 50 Tage für eine einfache Fahrt von Hamburg nach New York. Die Helena Sloman brauchte auf der Hinfahrt vom 29. Mai bis zum 29. Juni 1850 lediglich 31 Tage, und dies auch nur aufgrund eines unterwegs aufgetretenen Maschinenschadens. Die Rückfahrt dauerte nur 18 Tage, was eine Zeitersparnis gegenüber den seinerzeit herkömmlichen Segelschiffen von etwa 32 Tagen bedeutete und eine Verringerung der Fahrtzeit um mehr als die Hälfte darstellte.
Bereits die dritte Fahrt der Helena Sloman nach New York war auch ihre letzte: Im November 1850 geriet das Schiff vor Neufundland bei schwerem Sturm in Seenot, der Dampfer schlug leck. Nach mehreren Stunden konnten die Passagiere, die das eindringende Wasser ununterbrochen hinauspumpen mussten, gerettet werden. Für das erste deutsche Dampfschiff mit regelmäßigen Überseefahrten gab es allerdings keine Rettung, es sank.